# Luthrodes minor
Luthrodes minor är en fjärilsart som beskrevs av Ribbe 1926. Luthrodes minor ingår i släktet Luthrodes och familjen juvelvingar. Inga underarter finns listade i Catalogue of Life.